# Siemens Open 1999
Il Siemens Open 1999 è stato un torneo di tennis facente parte della categoria ATP Challenger Series nell'ambito dell'ATP Challenger Series 1999. Il torneo si è giocato a Scheveningen nei Paesi Bassi dal 19 al 25 luglio 1999 su campi in terra rossa.

## Vincitori

### Singolare
Emilio Benfele Álvarez ha battuto in finale  Martin Verkerk che si è ritirato sul punteggio di 6–3, 3–6, 3-2

### Doppio
Eyal Ran /  Tom Vanhoudt hanno battuto in finale  James Greenhalgh /  Paul Rosner con il punteggio di 6–4, 6–4